# Distretto di Finike
Il distretto di Finike (in turco Finike ilçesi) è un distretto della provincia di Adalia, in Turchia.

## Amministrazioni
Oltre il centro di Finike al distretto appartengono 4 comuni e 14 villaggi.

### Comuni
- Finike (centro)
- Hasyurt
- Sahilkent
- Turunçova
- Yeşilyurt

### Villaggi
| - Akçaalan - Alacadağ - Arifköy - Asarönü - Boldağ | - Çamlıbel - Dağbağ - Gökbük - Gökçeyaka - Günçalı | - Yanlız - Yazır - Yeşilköy - Yuvalılar |